# Drożdże

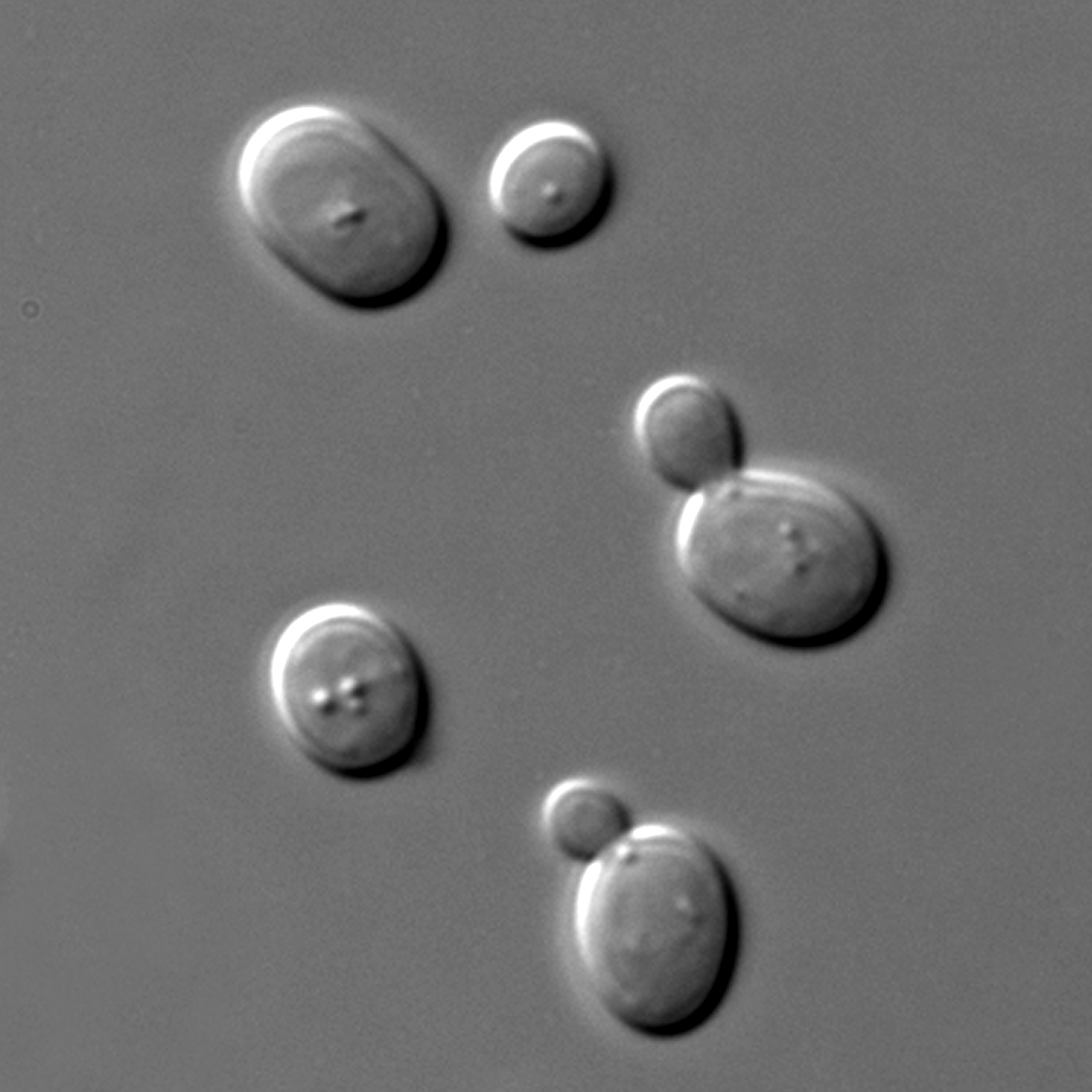
Rozmnażanie się Saccharomyces cerevisiae przez pączkowanie

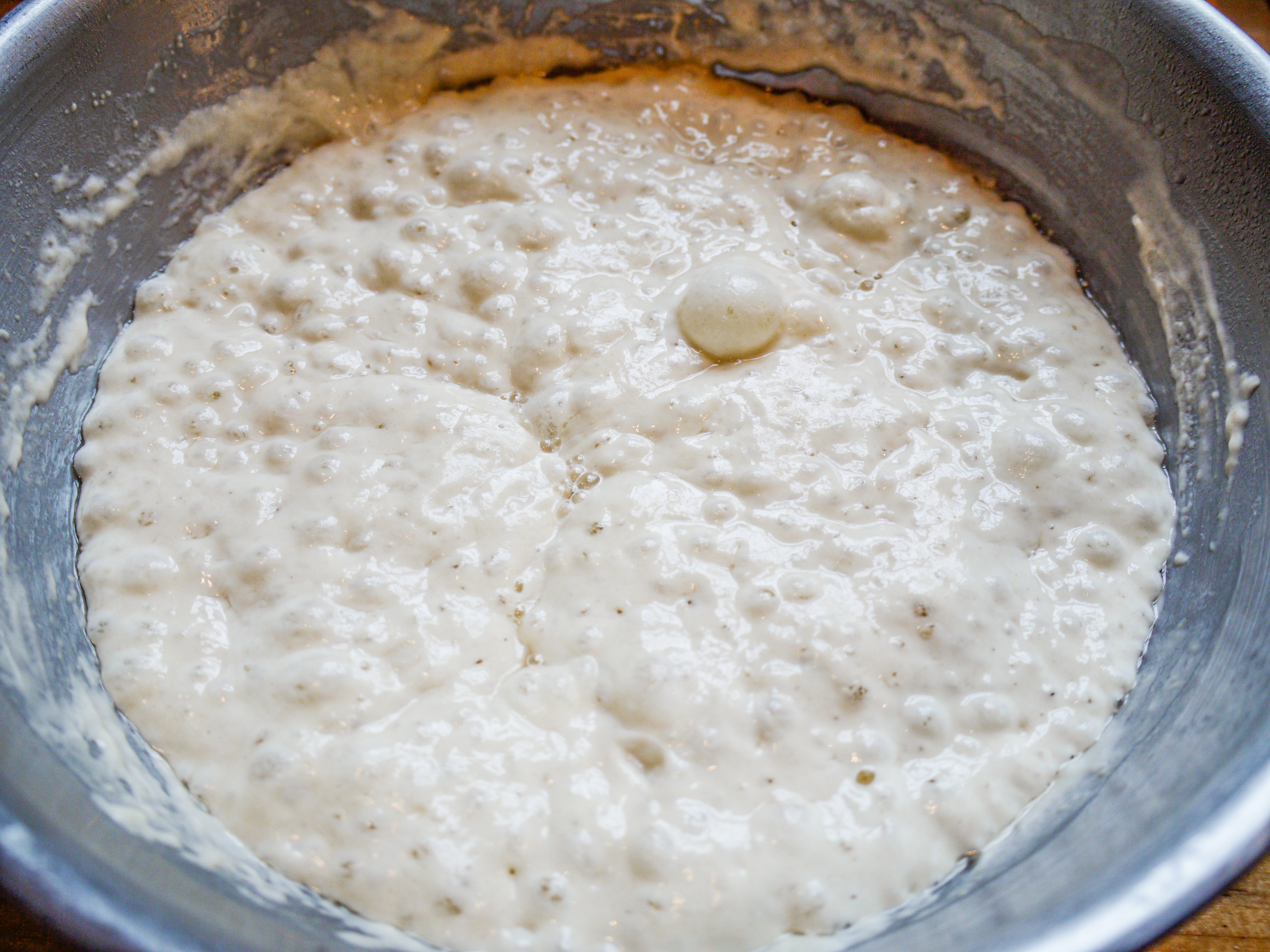
Ciasto rosnące pod wpływem drożdży

Drożdże – termin mający dwa znaczenia:
- liczne odmiany i szczepy hodowlane grzybów należące głównie do rzędu Saccharomycetales. Są to organizmy jednokomórkowe, które odżywiają się węglowodanami, przekształcając je w alkohole i dwutlenek węgla w procesie zwanym fermentacją alkoholową. Drożdże od tysięcy lat wykorzystywane są do wypieku chleba i ciast oraz do wytwarzania alkoholu, a obecnie także do innych celów[1].
- drożdżopodobna, jednokomórkowa forma niektórych gatunków grzybów – inaczej grzyby drożdżopodobne[2]. Znanych jest około 1500 gatunków zaliczanych do Mucoromycota, workowców i podstawczaków (drożdże podstawkowe)[3].

## Występowanie
Drożdże występują w glebie i wodzie, są powszechne na powierzchni owoców, warzyw, grzybów kapeluszowych, w kiszonych warzywach, fermentowanych sokach owocowych, wyrobach mięsnych, serach, a także w przewodzie pokarmowym owadów. Drożdże występujące w produktach spożywczych często przyczyniają się do nadania im smaku i aromatu. W produktach spożywczych najczęściej występują następujące gatunki (w kolejności od najczęstszych do rzadszych): Saccharomyces cerevisiae, Debaryomyces hansenii, Wickerhamomyces anomalus, Pichia membranifaciens, Rhodotorula glutinis, Rhodotorula mucilaginosa, Torulaspora delbrueckii, Kluyveromyces marxianus, Issatchenkia orientalis, Zygosaccharomyces bailii, Yarrowia lipolytica, Schizosaccharomyces pombe, Kluyveromyces lactis.
Są to głównie grzyby saprotroficzne, choć są wśród nich także grzyby nagrzybne będące obligatoryjnymi pasożytami grzybów kapeluszowych, grzyby entomopatogeniczne będące obligatoryjnymi pasożytami owadów i grzyby chorobotwórcze powodujące choroby zwierząt i ludzi.

## Historia
Drożdże są prawdopodobnie jednymi z najwcześniej udomowionych organizmów. Archeolodzy odkryli w egipskich ruinach kamienie mielące i komory do wypieku chleba drożdżowego, a także rysunki przedstawiające piekarnie i browary, podchodzące sprzed 7000 lat. Na kilku stanowiskach w Izraelu znaleziono naczynia datowane na około 5000, 3000 i 2500 lat temu, zawierające kolonie drożdży, które przetrwały przez tysiąclecia. Jest to pierwszy bezpośredni biologiczny dowód stosowania drożdży we wczesnych kulturach. W 1680 r. holenderski przyrodnik Anton van Leeuwenhoek po raz pierwszy zaobserwował drożdże pod mikroskopem, ale wówczas nie uważał ich za żywe organizmy. Theodor Schwann rozpoznał je jako grzyby w 1837 roku. W 1857 roku francuski mikrobiolog Ludwik Pasteur wykazał, że wtłaczając tlen do bulionu drożdżowego, można zwiększyć wzrost komórek, ale fermentacja zostaje zahamowana – obserwację tę nazwano później „efektem Pasteura”. Pasteur wykazał, że fermentację alkoholową prowadzą żywe drożdże, a nie katalizator chemiczny. Proces fermentacji cukrów z udziałem drożdży został naukowo udowodniony w 1860 r.
Pod koniec XVIII wieku zidentyfikowano dwa szczepy drożdży stosowane w browarnictwie: Saccharomyces cerevisiae (tzw. drożdże górnej fermentacji) i Saccharomyces pastorianus (drożdże dolnej fermentacji). Od 1780 r. Holendrzy rozpoczęli sprzedaż drożdży do wypieku chleba, a około 1800 roku Niemcy rozpoczęli je wytwarzać w postaci kremu. W 1825 r. opracowano metodę usuwania z nich cieczy, dzięki czemu można je było przygotować w postaci stałych bloków. W 1867 r. zastosowano do tego prasę, co umożliwiło przemysłową produkcję bloków drożdżowych. W 1872 r. baron Max de Springer opracował proces produkcyjny polegający na wytwarzaniu drożdży granulowanych i technikę tę stosowano do I wojny światowej.
Po raz pierwszy winiarskie szczepy drożdży zastosowano do produkcji wina w latach między 5400 a 5000 r. p.n.e., na obszarze między Morzem Czarnym a Iranem. Kolebką uprawy winorośli i produkcji wina były tereny w górach Zagros, na Taurusie i na Kaukazie, później uprawy rozszerzały się na sąsiednie regiony w kierunku Mezopotamii, doliny Jordanu i dalej do Egiptu, Fenicji, na Kretę i do Grecji. We Włoszech wino produkowano około 500 lat p.n.e.

## Zastosowanie drożdży do fermentacji alkoholowej
Alkohol etanol jest prawie zawsze wytwarzany w drodze fermentacji przez niektóre gatunki drożdży w warunkach beztlenowych lub przy niskiej zawartości tlenu. Napoje takie jak miód pitny, wino, piwo czy alkohole destylowane – wszystkie na pewnym etapie produkcji wykorzystują drożdże. Napój destylowany to napój otrzymany w wyniku fermentacji przy udziale drożdży, następnie poprzez destylację oczyszczony, a poprzez oddzielenie wody następuje wzrost jego stężenia.
Większość opisanych szczepów S. cerevisiae wyizolowano z napojów lub żywności, tylko nieliczne z ziemi lub drzew. Występujące w środowisku naturalnym szczepy charakteryzują się większą różnorodnością genomową w porównaniu ze szczepami hodowanymi przez ludzi. Wśród tych ostatnich wyróżnia się drożdże piwowarskie lager (drożdże dolnej fermentacji), drożdże piwowarskie ale (drożdże górnej fermentacji), drożdże do produkcji cydru i drożdże winiarskie.
Nazwa drożdże górnej fermentacji pochodzi od tego, że podczas fermentacji tworzą pianę na szczycie brzeczki. Należą do gatunku S. cerevisiae i używane do produkcji piw typu ale. Drożdże te dobrze fermentują w wyższych temperaturach niż drożdże dolnej fermentacj. Drożdże dolnej fermentacji należą do gatunku Saccharomyces pastorianus i są używane do piw typu lager. Do produkcji specjalnego gatunku piw kwaśnych wykorzystuje się drożdże z rodzaju Dekkera.
Większość drożdży winiarskich należy do S. cerevisiae. Drożdże te zwykle naturalnie występują na skórkach winogron. Za pomocą tych „dzikich drożdży” można przeprowadzić fermentację, ale jej wyniki są nieprzewidywalne ze względu na dużą różnorodność ich szczepów i gatunków. Z tego powodu do moszczu zwykle dodaje się czystą kulturę drożdży, która szybko dominuje w fermentacji i tłumi dzikie drożdże, co zapewnia niezawodną i przewidywalną fermentację.

## Drożdże piekarskie
Drożdże używane do wypieku chleba i ciast to również szczepy S. cerevisiae, czasami używa się gatunku Kazachstania exigua. Jak wszystkie drożdże, wykorzystują one zawarte w cieście cukry, wytwarzając przy tym alkohol i dwutlenek węgla. Początkowo oddychają tlenowo, wytwarzając dwutlenek węgla i wodę, a kiedy kończy się tlen, rozpoczyna się fermentacja, w wyniku której powstaje etanol jako produkt odpadowy. Podczas wypieku drożdże w wyższej temperaturze zamierają, alkohol wyparowuje, natomiast dwutlenek węgla tworzy w cieście pęcherzyki, dzięki czemu ciasto „rośnie” i zostaje spulchnione.
Drożdże piekarskie i piwowarskie to ten sam gatunek, ale należą do różnych szczepów, hodowanych tak, aby sprzyjały różnym procesom. Szczepy drożdży piekarskich są bardziej agresywne; mają szybszy metabolizm i szybciej rozmnażają się, dzięki czemu ciasto rośnie szybciej, drożdże piwowarskie rozmnażają się wolniej, ale mają tendencję do wytwarzania mniejszej liczby nieprzyjemnych posmaków i tolerują wyższe stężenie alkoholu.

## Inne zastosowania
Bioremediacja
Niektóre drożdże mogą znaleźć potencjalne zastosowanie do bioremediacji. Yarrowia lipolytica rozkłada ścieki z tłoczni oleju palmowego, trotyl, alkany, kwasy tłuszczowe, tłuszcze i oleje mineralne. Może również tolerować wysokie stężenia soli i metali ciężkich. S. cerevisiae ma zdolność do bioremediacji ze ścieków przemysłowych tak toksycznych substancji zanieczyszczających, jak arsen. Niektóre gatunki drożdży powodują degradację posągów z brązu.
Paliwo do samochodów
Zdolność drożdży do przekształcania cukru w etanol została wykorzystana do produkcji paliwa etanolowego. Proces rozpoczyna się od zmielenia surowca, takiego jak trzcina cukrowa, kukurydza polna lub inne ziarna zbóż, a następnie dodania rozcieńczonego kwasu siarkowego lub enzymów alfa-amylazy, która rozkłada skrobię na cukry złożone. Następnie dodaje się glukoamylazę, która je rozkłada na cukry proste. Do nich dodaje się drożdże, które przekształcają je na etanol. Następnie podlega on destylacji w celu uzyskania etanolu o stężeniu do 96%. Udało się genetycznie zmodyfikować drożdże Saccharomyces w celu fermentacji ksylozy, jednego z głównych cukrów będących produktem fermentacji biomasy celulozowej znajdującej się w wielu pozostałościach produkcji rolniczej, odpadach papierowych i zrębkach drzewnych. Dzięki temu etanol można wydajnie wytwarzać z tańszych surowców i staje się bardziej konkurencyjną cenowo alternatywą dla paliwa benzynowego.
Napoje bezalkoholowe
Wiele słodkich napojów gazowanych można wytwarzać tymi samymi metodami, co piwo, z tą różnicą, że fermentacja zostaje zatrzymana wcześniej, w wyniku czego powstaje dwutlenek węgla, a tylko śladowe ilości alkoholu, w napoju pozostaje natomiast duża ilość cukru, którego drożdże nie zdążyły zużyć. Rdzenni mieszkańcy Ameryki w ten sposób produkowali piwo korzenne, później proces ten wykorzystano w USA i napoje te szczególnie popularne były w okresie prohibicji. W Europie Wschodniej popularny jest kwas chlebowy wytwarzany z mąki żytniej. Ma rozpoznawalną, ale niską zawartość alkoholu. Do produkcji sfermentowanej herbaty „kombucha” wykorzystuje się drożdże i inne gatunki grzybów drożdżopodobnych będące w symbiozie z bakteriami kwasu octowego: Dekkera bruxellensis, Starmerella stellata, Schizosaccharomyces pombe, Debaryomyces delbrueckii i Zygosaccharomyces bailii. Popularny w Europie Wschodniej i niektórych byłych republikach radzieckich napój kumys powstaje w wyniku fermentacji mleka z udziałem drożdży i bakterii.
Drożdże jako dodatki do żywności
Drożdże S. cerevisiae w postaci ekstraktu drożdżowego są stosowane jako smakowy dodatek do żywności, zastępując przy tym glutaminian sodu. Podobnie jak on często zawierają wolny kwas glutaminowy. Ekstrakt ten wytwarza się przez dodanie soli do zawiesiny drożdży, w wyniku czego roztwór staje się hipertoniczny, co prowadzi do kurczenia się komórek. Wywołuje to autolizę, podczas której enzymy trawienne drożdży rozkładają własne białka na prostsze związki, co jest procesem samozniszczenia. Umierające komórki drożdży są następnie podgrzewane w celu całkowitego rozkładu.
Drożdże zawierają witaminy z grupy B (oprócz witaminy B12), dzięki czemu są atrakcyjnym suplementem diety dla wegan. Te same witaminy znajdują się również w produktach fermentowanych na drożdżach. Drożdże odżywcze mają naturalnie niską zawartość tłuszczu i sodu oraz są źródłem białka i witamin, a także innych minerałów niezbędnych do wzrostu.
W procesie naturalnej fermentacji drożdże są wykorzystywane do produkcji niskokalorycznego słodzika erytrytolu, który nie wywołuje nietolerancji pokarmowej i nie wpływa na poziom insuliny we krwi, dzięki czemu może być bezpiecznie stosowany przez diabetyków oraz w dietach niskoenergetycznych. Używa się do tego celu głównie drożdży Torula sp. i Moniliella pollinis. Erytrytol jest używany nie tylko jako słodzik, ale także jako substancja utrzymująca wilgoć, wzmacniacz aromatów, środek zagęszczający, stabilizator, środek teksturotwórczy oraz sekwestrant i ma zastosowanie w cukiernictwie, piekarnictwie, produkcji napojów bezalkoholowych i mleczarstwie.
Produkcja kwasów organicznych
Najważniejsze kwasy organiczne produkowane przy udziale mikroorganizmów to kwas cytrynowy, glukonowy, mlekowy i L-askorbinowy (witamina C). Zdolność do wytwarzania kwasu cytrynowego mają niektóre drożdże z rodzajów: Candida, Hansenula, Pichia, Debaryomyces, Torula, Torulopsis, Kloeckera, Saccharomyces, Zygosaccharomyces i Yarrowia. Zwykle używa się do tego celu grzybów strzępkowych Aspergillus niger, ale drożdże Yarrowia lipolytica mogą produkować ten kwas ze znacznie szerszej gamy surowców i znoszą wyższe stężenia składników mineralnych i pierwiastków śladowych, dzięki czemu można je wykorzystać do produkcji tego kwasu z naturalnych surowców odpadowych (np. melasowych czy porafinacyjnych). Drożdże wykorzystywane są także do produkcji kwasu izocytrynowego, kwasu α-ketoglutarowego.
Drożdże paszowe
W procesie produkcji piwa powstają odpadowe drożdże tzw. „młóto”. W 1999 r. w Polsce było to ok. 99 tysięcy ton rocznie. Młóto zawiera ok. 50% białka w suchej masie, związki mineralne (głównie potas i fosfor) oraz witaminy (zwłaszcza niacyna, tiamina i kwas pantotenowy) i stanowi cenny dodatek do pasz. Na glicerolu będącym odpadem przy produkcji paliw biodiesli hoduje się drożdże Yarrowia lipolityca, które są wykorzystywane jako pasza dla zwierząt, głównie koni.
Produkcja enzymów
Z biomasy drożdży i z płynów po ich hodowli w bioreaktorach otrzymuje się niektóre enzymy. Jednym z nich jest inwertaza rozkładająca sacharozę do glukozy i fruktozy. Stosuje się ją przy produkcji nadziewanych cukierków, pralinek i czekolad. Do produkcji inwertazy wykorzystuje się genetycznie modyfikowane szczepy drożdży S. cerevisiae i Y. lipolytica.
Genetycznie modyfikowane drożdże Kluyveromyces lactis wykorzystuje się do produkcji enzymu chymozyna (podpuszczka) stosowanego w mleczarniach do koagulacji mleka przy produkcji serów. Z płynu po hodowli i biomasy dezintegrowanych komórek drożdży Y. lipolytica otrzymuje się enzymy z grupy proteaz i lipaz używane w procesie dojrzewania serów. Przy użyciu drożdży Komagataella pastoris i Ogataea polymorpha wytwarza się enzym lewancukraza wykorzystywany w przemyśle spożywczym.
Przy udziale wielu drobnoustrojów, w tym drożdży Komagataella pastoris, Ogataea polymorpha i S. cerevisiae, wytwarza się enzym fitazę stosowany do wzbogacenia pasz, ułatwiający zwierzętom przyswajanie fosforu.
Z genetycznie rekombinowanych szczepów drożdży S. cerevisiae i K. pastoris otrzymuje się enzymy o aktywności trombolitycznej, stosowane między innymi przy zawałach serca, zakrzepach żylnych i podczas dializy.
Produkcja witamin
Wyhodowano szczep Yarrowia lipolytica wytwarzający prowitamę A (β-karoten) i likopen. Zawartość likopenu dochodzi nawet do 1,6 mg% w suchej masie drożdży. Drożdże Eremothecium gossypii, Debaryomyces hansenii, Meyerozyma guilliermondi  i Candida tropicalis wytwarzają witaminę B2 (ryboflawinę). Największe jej stężenie gromadzą Eremothecium gossypii i  Debaryomyces hansenii i to one są wykorzystywane do jej produkcji na skalę przemysłową.
Organizmy modelowe
Kilka gatunków drożdży, w szczególności Saccharomyces cerevisiae i Saccharomyces pombe, jest wykorzystywanych w genetyce i biologii komórki jako organizmy modelowe. Jako proste komórki eukariotyczne służą jako model dla wszystkich eukariontów, w tym ludzi, do badania podstawowych procesów komórkowych takich jak cykl komórkowy, replikacja DNA, rekombinacja, podział komórek i metabolizm. Ponadto drożdżami można łatwo manipulować i hodować je w laboratorium, co pozwoliło na opracowanie skutecznych technik standardowych, takich jak metoda dwuhybrydowa drożdży, analiza syntetycznego układu genetycznego i analiza tetradowa. Wiele białek ważnych w biologii człowieka odkryto po raz pierwszy poprzez badanie ich homologów w drożdżach; białka te obejmują białka cyklu komórkowego, białka sygnalizacyjne i enzymy przetwarzające białka.